# ذل
الذُّل لغةً: نقيض العزِّ، وأصل هذه المادة يدلُّ على الخُضوع، والاستكانة، واللِّين، يقال: ذلَّ يذِلُّ ذُلًّا وذِلَّة وذَلالة ومَذلَّة، إذا ضَعُف وهان، فهو ذليل بيِّن الذُّل والمذلة من قوم أذلاء وأذلة وذلال. والذُّل: الخسة. وتذلل له: أي: خضع.
والذُّل اصطلاحًا:
قال ابن عاشور: (الذلة: خضوع في النفس، واستكانة من جراء العجز عن الدفع). 
وقال العسكري: (الذلة الضعف عن المقاومة).

## الفرق بين الذل وغيرها من المعاني

### الفرق بين الخضوع والذُّل
الخضوع (هو التطامن، والتطأطؤ، ولا يقتضي أن يكون معه خوف.. والخاضع المطأطئ رأسه وعنقه.. وقد يجوز أن يخضع الإنسان تكلفًا من غير أن يعتقد أن المخضوع له فوقه. والخضوع في البدن والإقرار بالاستجداء.
الذُّل هو الانقياد كُرهًا، ونقيضه العزُّ وهو الإباء والامتناع، والانقياد على كره فاعله ذليل، والانقياد طوعًا فاعله ذلول.

### الفرق بين الذُّل والضَّعَة
الذُّل: بسبب خارجي عن الإنسان بأن يقهره غيره.
لكن الضَّعَة: إنما هي بفعل المرء بنفسه، وقد يسمَّى ذليلًا؛ لأنه يستحق الذُّل.

### الفرق بين الذُّل والخزي
(الخزي ذلٌّ مع افتضاح، وقيل: هو الانقماع لقبح الفعل، والخزاية الاستحياء؛ لأنه انقماع عن الشيء لما فيه من العيب، قال ابن درستويه: الخزي الإقامة على السوء خزي يخزى خزيًا، وإذا استحيا من سوء فعله أو فعل به قيل خزي يخزى خزاية؛ لأنهما في معنى واحد، وليس ذلك بشيء؛ لأنَّ الإقامة على السوء والاستحياء من السوء ليسا بمعنى واحد).

### الفرق بين الذُّل والصَّغار
(الصغار هو الاعتراف بالذُّل والإقرار به، وإظهار الصغر، وخلافه الكبر وهو إظهار عظم الشأن، وفي القرآن ((سَيُصِيبُ الَّذِينَ أَجْرَمُواْ صَغَارٌ عِندَ اللّهِ)) [الأنعام: 124] وذلك أنَّ العصاة بالآخرة مُقِرُّون بالذلِّ، معترفون به، ويجوز أن يكون ذليل لا يعترف بالذلِّ).

### الفرق بين التذلل والذُّل
(التَذلُّلُ فعل الموصوف به، وهو إدخال النفس في الذلِّ، كالتَّحَلُّم إدخال النفس في الحِلْم، والذليل الفعول به الذُّل من قبل غيره في الحقيقة، وإن كان من جهة اللفظ فاعلًا، ولهذا يُمدح الرجل بأنه متذلل، ولا يُمدح بأنه ذليل؛ لأن تذلـله لغيره اعترافه له والاعتراف حسن، ويقال العلماء متذللون لله تعالى، ولا يقال أذلاء له سبحانه).

### الفرق بين الإذلال والإهانة
- الإذلال:

1. إذلال الرجل للرجل أن يجعله منقادًا على الكره، أو في حكم المنقاد.
2. والإذلال لا يكون إلا من الأعلى للأدنى.
3. ونقيض الإذلال: الإعزاز .

- الإهانة:

1. الهوان مأخوذ من تهوين القَدْرِ، وأن يَجعل هذا المَرْءَ صغير الأمر لا يُبالى به.
2. والاستهانة تكون من النظير للنظير.
3. ونقيض الإهانة: الإكرام..[7]

## ذم الذل في القرآن
قال تعالى (في سورة آل عمران):
﴿قُلِ اللَّهُمَّ مَالِكَ الْمُلْكِ تُؤْتِي الْمُلْكَ مَنْ تَشَاءُ وَتَنْزِعُ الْمُلْكَ مِمَّنْ تَشَاءُ وَتُعِزُّ مَنْ تَشَاءُ وَتُذِلُّ مَنْ تَشَاءُ بِيَدِكَ الْخَيْرُ إِنَّكَ عَلَى كُلِّ شَيْءٍ قَدِيرٌ ۝٢٦﴾ [آل عمران:26].
قال الشوكاني: (قوله تعالى: «وَتُذِلُّ مَن تَشَاء» أي: في الدنيا، أو في الآخرة، أو فيهما).
وقال أبو حيان الأندلسي: (وَتُعِزُّ مَن تَشَاء وَتُذِلُّ مَن تَشَاء قيل: محمد ﷺ وأصحابه، حين دخلوا مكة في اثني عشر ألفًا ظاهرين عليها، وأذل أبا جهل وصناديد قريش حتى حزت رؤوسهم وألقوا في القليب. وقيل: بالتوفيق والعرفان، وتذل بالخذلان. وقال عطاء: المهاجرين والأنصار وتذل فارس والروم. وقيل: بالطاعة وتذل بالمعصية. وقيل: بالظفر والغنيمة وتذل بالقتل والجزية. وقيل: بالإخلاص وتذل بالرياء. وقيل بالغنى وتذل بالفقر. وقيل: بالجنة والرؤية وتذل بالحجاب والنار، قاله الحسن بن الفضل. وقيل: بقهر النفس وتذل باتباع الخزي، قاله الوراق. وقيل: بقهر الشيطان وتذل بقهر الشيطان إياه، قاله الكتاني. وقيل: بالقناعة والرضا وتذل بالحرص والطمع، وينبغي حمل هذه الأقاويل على التمثيل؛ لأنه لا مخصص في الآية، بل الذي يقع به العزُّ والذُّلُّ مسكوت عنه).
وقال تعالى (في سورة النمل):
﴿قَالَتْ إِنَّ الْمُلُوكَ إِذَا دَخَلُوا قَرْيَةً أَفْسَدُوهَا وَجَعَلُوا أَعِزَّةَ أَهْلِهَا أَذِلَّةً وَكَذَلِكَ يَفْعَلُونَ ۝٣٤﴾ [النمل:34].
قال الشوكاني: («وجعلوا أعزة أهلها أذلة» أي: أهانوا أشرافها، وحطوا مراتبهم، فصاروا عند ذلك أذلة، وإنما يفعلون ذلك لأجل أن يتمَّ لهم الملك، وتستحكم لهم الوطأة، وتتقرر لهم في قلوبهم المهابة).
وقال القاسمي: (معنى قولها: «إِنَّ الْمُلُوكَ إِذَا دَخَلُوا قَرْيَةً» أي عُنوة وقهرًا، أَفْسَدُوهَا أي أخربوها، وَجَعَلُوا أَعِزَّةَ أَهْلِهَا أَذِلَّةً أي بالقهر، والغلبة، والقتل، والأسر، ونهب الأموال، «وَكَذَلِكَ يَفْعَلُونَ»).
وقال تعالى (في سورة البقرة):
﴿وَإِذْ قُلْتُمْ يَا مُوسَى لَنْ نَصْبِرَ عَلَى طَعَامٍ وَاحِدٍ فَادْعُ لَنَا رَبَّكَ يُخْرِجْ لَنَا مِمَّا تُنْبِتُ الْأَرْضُ مِنْ بَقْلِهَا وَقِثَّائِهَا وَفُومِهَا وَعَدَسِهَا وَبَصَلِهَا قَالَ أَتَسْتَبْدِلُونَ الَّذِي هُوَ أَدْنَى بِالَّذِي هُوَ خَيْرٌ اهْبِطُوا مِصْرًا فَإِنَّ لَكُمْ مَا سَأَلْتُمْ وَضُرِبَتْ عَلَيْهِمُ الذِّلَّةُ وَالْمَسْكَنَةُ وَبَاءُوا بِغَضَبٍ مِنَ اللَّهِ ذَلِكَ بِأَنَّهُمْ كَانُوا يَكْفُرُونَ بِآيَاتِ اللَّهِ وَيَقْتُلُونَ النَّبِيِّينَ بِغَيْرِ الْحَقِّ ذَلِكَ بِمَا عَصَوْا وَكَانُوا يَعْتَدُونَ ۝٦١﴾ [البقرة:61].
قال ابن كثير: (وَضُرِبَتْ عَلَيْهِمُ الذِّلَّةُ وَالْمَسْكَنَةُ) أي: وضعت عليهم وألزموا بها شرعًا وقدرًاوأيضا: لا يزالون مستذلين، من وجدهم استذلهم وأهانهم، وضرب عليهم الصغار، وهم مع ذلك في أنفسهم أذلاء متمسكنون.. وقال الضحاك: (وَضُرِبَتْ عَلَيْهِمُ الذِّلَّةُ) قال: الذل.. وقال الحسن: أذلهم الله فلا منعة لهم، وجعلهم الله تحت أقدام المسلمين. ولقد أدركتهم هذه الأمة وإن المجوس لتجبيهم الجزية).
وقال تعالى (في سورة الإسراء):
﴿وَقُلِ الْحَمْدُ لِلَّهِ الَّذِي لَمْ يَتَّخِذْ وَلَدًا وَلَمْ يَكُنْ لَهُ شَرِيكٌ فِي الْمُلْكِ وَلَمْ يَكُنْ لَهُ وَلِيٌّ مِنَ الذُّلِّ وَكَبِّرْهُ تَكْبِيرًا ۝١١١﴾ [الإسراء:111]
قال الطبري: (ولم يكن له ولي من الذُّل، يقول: ولم يكن له حليف حالفه من الذُّل الذي به، لأنَّ من كان ذا حاجة إلى نصرة غيره، فذليل مهين، ولا يكون من كان ذليلًا مهينًا يحتاج إلى ناصر إلهًا يطاع).
قال ابن كثير:(«ولم يكن له ولي من الذُّل» أي: ليس بذليل فيحتاج أن يكون له ولي أو وزير أو مشير، بل هو تعالى شأنه خالق الأشياء وحده لا شريك له، ومقدرها ومدبرها بمشيئته وحده، قال مجاهد في قوله: (وَلَمْ يَكُن لَّهُ وَلِيٌّ مِّنَ الذُّلَّ): لم يحالف أحدًا، ولا يبتغي نصر أحد، وكبره تكبيرًا أي: عظمه وأجله عما يقول الظالمون المعتدون علوًا كبيرًا).
وقال القاسمي: (وَلَمْ يَكُن لَّهُ وَلِيٌّ مِّنَ الذُّلَّأي ناصر من الذُّل ومانع له منه، لاعتزازه به. أو لم يوال أحدًا من أجل مذلة به، ليدفعها بموالاته).

## ذم الذل في السنة النبوية
في الحديث: ((ليبلغن هذا الأمر ما بلغ الليل والنهار، ولا يترك الله بيت مدر* ولا وبر** إلا أدخله الله هذا الدين، بعزِّ عزيز أو بذلِّ ذليل، عزًّا يعزُّ الله به الإسلام، وذلًّا يذلُّ الله به الكفر)).
(*)مدر: الطين الصلب، (**) الوبر: الشعر أو الصوف.
وكان تميم الداري، يقول: (قد عرفت ذلك في أهل بيتي، لقد أصاب من أسلم منهم الخير والشرف والعز، ولقد أصاب من كان منهم كافرًا الذُّل والصغار والجزية).
قال المباركفوري: (وذُل ذليل. أي: أو يذله الله بها – كلمة الإسلام - حيث أباها بذل سبي أو قتال حتى ينقادون لها طوعًا أو كرهًا، أو يذعن لها ببذل الجزية، والحديث مقتبس من قوله تعالى: ((هُوَ الَّذِي أَرْسَلَ رَسُولَهُ بِالْهُدَى وَدِينِ الْحَقِّ لِيُظْهِرَهُ عَلَى الدِّينِ كُلِّهِ وَلَوْ كَرِهَ الْمُشْرِكُونَ)) [التوبة: 33]، ثم فسر العزَّ والذُّلَّ بقوله إما يعزهم الله أو يذلهم (فيَدينون لها) أي: فيطيعون وينقادون لها، من دان الناس أي: ذلوا وأطاعوا).
وقال الألباني: (مما لا شكَّ فيه أنَّ تحقيق هذا الانتشار يستلزم أن يعود المسلمون أقوياء في معنوياتهم ومادياتهم وسلاحهم حتى يستطيعوا أن يتغلبوا على قوى الكفر والطغيان).
عن محمد بن زياد الألهاني، عن أبي أمامة الباهلي -وقد رأى سكة وشيئًا من آلة الحرث- فقال: سمعت النبي ﷺ يقول: ((لا يدخل هذا بيت قوم إلا أدخله الله الذل)).
قال ابن بطال: (قال المهلب: معنى هذا الحديث -والله أعلم- الحض على معالي الأحوال، وطلب الرزق من أشرف الصناعات لما خشي النبي على أمته من الاشتغال بالحرث، وتضييع ركوب الخيل والجهاد في سبيل الله؛ لأنهم إن اشتغلوا بالحرث غلبتهم الأمم الراكبة للخيل المتعيشة من مكاسبها، فحضهم على التعيش من الجهاد لا من الخلود إلى عمارة الأرض ولزوم المهنة، والوقوع بذلك تحت أيدي السلاطين وركاب الخيل. ألا ترى أن عمر قال: تمعددوا* واخشوشنوا، واقطعوا الركب، وثبوا على الخيل وثبًا لا يغلبكم عليها رعاة الإبل. أي دعوا التملك والتدلك بالنعمة، وخذوا أخشن العيش؛ لتتعلموا الصبر فيه، فأمرهم بملازمة الخيل والتدريب عليها والفروسية؛ لئلا تملكهم الرعاة الذين شأنهم خشونة العيش، ورياضة أبدانهم بالوثوب على الخيل، وقد رأينا عاقبة وصيته في عصرنا هذا، بميلنا إلى الراحة والنعمة. قال المؤلف: فمن لزم الحرث وغلب عليه، وضيع ما هو أشرف منه، لزمه الذُّل كما قال عليه السلام، ويلزمه الجفاء في خلقه لمخالطته من هو كذلك .... فمن شأن ملازمة هذه المهن توليد ما ذكر من هذه الصفات، ومن الذُّل الذي يلزم من اشتغل بالحرث ما ينوبه من المؤنة بخراج الأرضين).
(*)- تمعددوا: أي تَشَبَّهوا بعيش معد، وكانوا أهل قشف في المعاش.

## أنواع الذل

### 1- الذل المحمود
قال الراغب الأصفهاني: (الذُّل متى كان من جهة الإنسان نفسه لنفسه فمحمود، نحو قوله تعالى: «أَذِلَّةٍ عَلَى الْمُؤْمِنِينَ» [المائدة: 54]).
- ويشمل الذُّل المحمود:

#### الذُّل لله سبحانه وتعالى
وهذا الذُّل عنوان العز والشرف والنصر في الدنيا والآخرة.
قال عمر بن عبد العزيز: (لا يتقي الله عبد حتى يجد طعم الذل).
وقال الذهبي: (من خصائص الإلهية العبودية التي قامت على ساقين لا قوام لها بدونهما: غاية الحب مع غاية الذُّل هذا تمام العبودية، وتفاوت منازل الخلق فيها بحسب تفاوتهم في هذين الأصلين، فمن أعطى حبه وذله وخضوعه لغير الله فقد شبهه في خالص حقه).

#### الذُّل للمؤمنين
وهو بمعنى التراحم والتواضع والعطف، وليس بمعنى التذلل والانكسار على وجه الضعف والخور.
- قال تعالى (في سورة المائدة): ﴿يَا أَيُّهَا الَّذِينَ آمَنُوا مَنْ يَرْتَدَّ مِنْكُمْ عَنْ دِينِهِ فَسَوْفَ يَأْتِي اللَّهُ بِقَوْمٍ يُحِبُّهُمْ وَيُحِبُّونَهُ أَذِلَّةٍ عَلَى الْمُؤْمِنِينَ أَعِزَّةٍ عَلَى الْكَافِرِينَ يُجَاهِدُونَ فِي سَبِيلِ اللَّهِ وَلَا يَخَافُونَ لَوْمَةَ لَائِمٍ ذَلِكَ فَضْلُ اللَّهِ يُؤْتِيهِ مَنْ يَشَاءُ وَاللَّهُ وَاسِعٌ عَلِيمٌ ۝٥٤﴾ [المائدة:54].

وقال ابن كثير: (قوله تعالى: «أَذِلَّةٍ عَلَى الْمُؤْمِنِينَ أَعِزَّةٍ عَلَى الْكَافِرِينَ». هذه صفات المؤمنين الكُمَّل أن يكون أحدهم متواضعًا لأخيه ووليه، متعززًا على خصمه وعدوه.
قال ابن القيم: (لما كان الذُّل منهم ذلَّ رحمة وعطف وشفقة وإخبات، عدَّاه بأداة «على» تضمينًا لمعاني هذه الأفعال. فإنَّه لم يرد به ذلَّ الهوان الذي صاحبه ذليل. وإنما هو ذلُّ اللين والانقياد الذي صاحبه ذلول، فالمؤمن ذلول).

#### الذُّل للوالدين
قال تعالى (في سورة الإسراء): ﴿وَاخْفِضْ لَهُمَا جَنَاحَ الذُّلِّ مِنَ الرَّحْمَةِ وَقُلْ رَبِّ ارْحَمْهُمَا كَمَا رَبَّيَانِي صَغِيرًا ۝٢٤﴾ [الإسراء:24].
قال الطبري: (يقول تعالى: وكُن لهما ذليلًا رحمةً منك بهما، تطيعهما فيما أمراك به مما لم يكن لله معصية، ولا تخالفهما فيما أحبَّا)
وقال السعدي: (تواضع لهما ذلًّا لهما ورحمة واحتسابًا للأجر؛ لا لأجل الخوف منهما أو الرجاء لما لهما، ونحو ذلك من المقاصد التي لا يؤجر عليها العبد).

### 2- الذل المذموم
الذُّل المذموم: هو التذلل لغير الله على وجه الهوان والضعف والصغار والانكسار والذلة.

## الأسباب التي تورث الذل
1- الإشراك بالله تعالى والابتداع في الدين:
قال تعالى: ((إِنَّ الَّذِينَ اتَّخَذُواْ الْعِجْلَ سَيَنَالُهُمْ غَضَبٌ مِّن رَّبِّهِمْ وَذِلَّةٌ فِي الْحَياةِ الدُّنْيَا وَكَذَلِكَ نَجْزِي الْمُفْتَرِينَ))  ~[الأعراف: 152].
قال الطبري: (يقول تعالى ذكره: «إِنَّ الَّذِينَ اتَّخَذُواْ الْعِجْلَ» إلهًا لهم «سَيَنَالُهُمْ غَضَبٌ مِّن رَّبِّهِمْ»، بتعجيل الله لهم ذلك وَذِلَّةٌ وهي الهوان، لعقوبة الله إياهم على كفرهم بربهم في الحياة الدنيا، في عاجل الدنيا قبل آجل الآخرة).
2- محاربة الله ورسوله أو مخالفة أمرهما:
قال تعالى: ((إِنَّ الَّذِينَ يُحَادُّونَ اللَّهَ وَرَسُولَهُ أُوْلَئِكَ فِي الأَذَلِّينَ))  ~[المجادلة: 20].
قال الشوكاني: («أولئك في الأذلين» أي: أولئك المحادون لله ورسوله، المتصفون بتلك الصفات المتقدمة، من جملة من أذلَّه الله من الأمم السابقة واللاحقة؛ لأنهم لما حادوا الله ورسوله صاروا من الذُّل بهذا المكان. قال عطاء: يريد الذُّل في الدنيا والخزي في الآخرة).
3- الاعتزاز بغير الله تعالى والنِّفاق :
قال تعالى: ((يَقُولُونَ لَئِن رَّجَعْنَا إِلَى الْمَدِينَةِ لَيُخْرِجَنَّ الأَعَزُّ مِنْهَا الأَذَلَّ وَلِلَّهِ الْعِزَّةُ وَلِرَسُولِهِ وَلِلْمُؤْمِنِينَ وَلَكِنَّ الْمُنَافِقِينَ لا يَعْلَمُونَ))  ~[المنافقون: 8].
قال الكلاباذي: (قال الله عز وجل لَيُخْرِجَنَّ الأَعَزُّ مِنْهَا الأَذَلَّ، فكان الأذل هو الأعز عند نفسه بكثرة أتباعه وكثرة أنصاره.. فالذلة هي التعزز بمن لا يملك لنفسه ضرًّا ولا نفعًا، ولا يملك موتًا ولا حياة ولا نشورًا، فهو كما قال الله عز وجل: ((ضَعُفَ الطَّالِبُ وَالْمَطْلُوبُ))[الحج: 73]، فلا أذلَّ ممن ردَّ إلى نفسه الأمَّارة بالسوء، وانفرد في متابعة هواه، وظلمة رأيه، وانقطع عمن له العزة، فإنَّ العزة لله، ولرسوله، وللمؤمنين.. فيجوز أن يكون الذلة التي أمر رسول الله ﷺ بالتعوذ منها متابعة الهوى في دين الله عز وجل، والتعزز بما دون الله تعالى).
4- الاعتداء على الآخرين واستمراء المعاصي وتسويف التوبة:
قال تعالى: ((ضُرِبَتْ عَلَيْهِمُ الذِّلَّةُ أَيْنَ مَا ثُقِفُواْ إِلاَّ بِحَبْلٍ مِّنْ اللّهِ وَحَبْلٍ مِّنَ النَّاسِ وَبَآؤُوا بِغَضَبٍ مِّنَ اللّهِ وَضُرِبَتْ عَلَيْهِمُ الْمَسْكَنَةُ ذَلِكَ بِأَنَّهُمْ كَانُواْ يَكْفُرُونَ بِآيَاتِ اللّهِ وَيَقْتُلُونَ الأَنبِيَاء بِغَيْرِ حَقٍّ ذَلِكَ بِمَا عَصَوا وَّكَانُواْ يَعْتَدُونَ))  ~[آل عمران: 112].
قال أبو حيان الأندلسي: (لما ذكر تعالى حلول العقوبة بهم من ضرب الذلة والمسكنة، والمباءة بالغضب، بيَّن علة ذلك، فبدأ بأعظم الأسباب في ذلك، وهو كفرهم بآيات الله. ثم ثنَّى بما يتلو ذلك في العظم، وهو قتل الأنبياء، ثم أعقب ذلك بما يكون من المعاصي، وما يتعدَّى من الظلم).
5- التَّكبر والأنفة عن قبول الحق:
قال الرسول ﷺ: ((يحشر المتكبرون يوم القيامة أمثال الذر في صورة الرجال، يغشاهم الذُّل من كلِّ مكان)).
قال ابن القيم: (من تعاظم وتكبر ودعا الناس إلى إطرائه في المدح والتعظيم والخضوع والرجاء، وتعليق القلب به خوفًا ورجاءً والتجاءً واستعانةً، فقد تشبه بالله ونازعه في ربوبيته وإلهيته، وهو حقيق بأن يهينه غاية الهوان، ويذله غاية الذل، ويجعله تحت أقدام خلقه).
6- اتباع هوى النفس:
قال تعالى: ((أَفَرَأَيْتَ مَنِ اتَّخَذَ إِلَهَهُ هَوَاهُ وَأَضَلَّهُ اللَّهُ عَلَى عِلْمٍ وَخَتَمَ عَلَى سَمْعِهِ وَقَلْبِهِ وَجَعَلَ عَلَى بَصَرِهِ غِشَاوَةً فَمَن يَهْدِيهِ مِن بَعْدِ اللَّهِ أَفَلا تَذَكَّرُونَ)) ~[الجاثية: 23].
قال ابن القيم: (لكلِّ عبد بداية ونهاية، فمن كانت بدايته اتباع الهوى كانت نهايته الذُّل والصغار والحرمان والبلاء المتبوع بحسب ما اتبع من هواه، بل يصير له ذلك في نهايته عذابًا يعذب به في قلبه). وقال أيضًا: (تجد في المتبع لهواه - من ذلِّ النفس ووضاعتها ومهانتها وخستها وحقارتها ما جعله الله سبحانه فيمن عصاه... وقد جعل الله سبحانه العزَّ قرين طاعته، والذُّل قرين معصيته).
7- مفارقة جماعة المسلمين:
قال تعالى: ((وَمَن يُشَاقِقِ الرَّسُولَ مِن بَعْدِ مَا تَبَيَّنَ لَهُ الْهُدَى وَيَتَّبِعْ غَيْرَ سَبِيلِ الْمُؤْمِنِينَ نُوَلِّهِ مَا تَوَلَّى وَنُصْلِهِ جَهَنَّمَ وَسَاءتْ مَصِيرًا)) ~[النساء: 115].
قال الكلاباذي: (فمن ...خالف أولياء الله عز وجل باتباعه غير سبيلهم، فهو الشريد، الطريد، الذليل، جليس الشيطان، وبغيض الرحمن، قال رسول الله ﷺ: عليكم بالجماعة، فإنَّ الذئب يأخذ الشاة القاصية...).
8- ترك الجهاد وحب الدنيا وكراهية الموت، والبُخل وحب المال، وشيوع الرِّبا، وأكل أموال الناس بالباطل:
عن ابن عمر  قال: سمعت رسول الله ﷺ يقول: ((إذا ضنَّ(1) الناس بالدينار والدرهم، وتبايعوا بالعينة(2)، وتبعوا أذناب البقر(3)، وتركوا الجهاد في سبيل الله، سلط الله عليهم ذلًّا لا يرفعه حتى يراجعوا دينهم)).
(1)- ضنَّ: بخل، (2)- بيع العينة: أن يبيع السلعة بثمن مؤجل، ثم يشتريها مرة أخرى نقدًا بثمن أقل، فتكون الصورة النهائية حصول النقد للمشتري، وسوف يسدده بأكثر منه بعد مدة، فكأنَّه قرضٌ في صورة بيع.
(3)- تبعوا أذناب البقر: المراد الاشتغال بالحرث.
قال ابن رجب الحنبلي: (ورأى النبي ﷺ سكة الحرث، فقال: ((ما دخلت دار قوم إلا دخلها الذلُّ)). فمن ترك ما كان عليه النبي ﷺ من الجهاد مع قدرته، واشتغل عنه بتحصيل الدنيا من وجوهها المباحة، حصل له من الذُّل، فكيف إذا اشتغل عن الجهاد بجمع الدنيا من وجوهها المحرمة؟!).
وقال الحسن البصري: (قد رأينا أقوامًا آثروا عاجلتهم على عاقبتهم فذلوا وهلكوا وافتضحوا)، وقال: (ما أعزَّ أحد الدرهم إلا أذله الله).
9- إيذاء الآخرين واحتقارهم أو الإقلال من شأنهم:
قال المناوي: (فينبغي للإنسان أن لا يحتقر أحدًا، فربما كان المحتقر أطهر قلبًا، وأزكى عملًا، وأخلص نية، فإن احتقار عباد الله يورث الخسران، ويورث الذُّل والهوان).
فلقد قال تعالى: ((إِنَّ أَكْرَمَكُمْ عِندَ اللَّهِ أَتْقَاكُمْ ..)) ~[الحجرات: 13]. وقال تعالى: ((فَلا تُزَكُّوا أَنفُسَكُمْ هُوَ أَعْلَمُ بِمَنِ اتَّقَى)) ~[النجم:32 ].
10- سؤال الناس والتَّطَلُّع لما في أيديهم:
قال رسول الله ﷺ: ((لَأَنْ يأخذ أحدكم حبله، فيأتي بحزمة الحطب على ظهره فيبيعها، فيكف الله بها وجهه، خير له من أن يسأل الناس؛ أعطوه أو منعوه)).
قال ابن حجر العسقلاني: (فيه الحض على التعفف عن المسألة، والتنزه عنها، ولو امتهن المرء نفسه في طلب الرزق، وارتكب المشقة في ذلك، ولولا قبح المسألة في نظر الشرع لم يفضل ذلك عليها، وذلك لما يدخل على السائل من ذل السؤال، ومن ذل الرد إذا لم يعط).
11- مُوالاة الكافرين:
قال تعالى: ((الَّذِينَ يَتَّخِذُونَ الْكَافِرِينَ أَوْلِيَاء مِن دُونِ الْمُؤْمِنِينَ أَيَبْتَغُونَ عِندَهُمُ الْعِزَّةَ فَإِنَّ العِزَّةَ لِلّهِ جَمِيعًا)) ~[النساء:139].
12- التَّحَزُّب والتَّفَرُّق وتنافر القلوب:
جاءت نصوص عديدة في الشريعة تحذر من التحزب والتفرق، لما لذلك من أثر سلبي من ضعف قوة المسلمين، وذهاب عزهم ولحوق الذُّل والمهانة بهم.
قال تعالى: ((وَاعْتَصِمُواْ بِحَبْلِ اللّهِ جَمِيعًا وَلاَ تَفَرَّقُواْ وَاذْكُرُواْ نِعْمَةَ اللّهِ عَلَيْكُمْ إِذْ كُنتُمْ أَعْدَاء فَأَلَّفَ بَيْنَ قُلُوبِكُمْ فَأَصْبَحْتُم بِنِعْمَتِهِ إِخْوَانًا وَكُنتُمْ عَلَىَ شَفَا حُفْرَةٍ مِّنَ النَّارِ فَأَنقَذَكُم مِّنْهَا كَذَلِكَ يُبَيِّنُ اللّهُ لَكُمْ آيَاتِهِ لَعَلَّكُمْ تَهْتَدُونَ)) ~[آل عمران:103].
وقال تعالى: ((وَأَطِيعُواْ اللّهَ وَرَسُولَهُ وَلاَ تَنَازَعُواْ فَتَفْشَلُواْ وَتَذْهَبَ رِيحُكُمْ وَاصْبِرُواْ إِنَّ اللّهَ مَعَ الصَّابِرِينَ)) ~[الأنفال: 46].

## أقوال العلماء والشعراء عن الذل
- قال الحسن البصري: (أما والله، لئن تدقدقت بهم الهماليج ووطئت الرحال أعقابهم، إنَّ ذل المعاصي لفي قلوبهم، ولقد أبى الله أن يعصيه عبد إلا أذله)، وقال أيضاً: (قد رأينا أقوامًا آثروا عاجلتهم على عاقبتهم فذلُّوا وهلكوا وافتضحوا).[44]
- كان أحمد يدعو: (اللهم أعزَّنا بالطاعة، ولا تذلَّنا بالمعصية).[45]
- وقال الحكيم: (من اعتزَّ بمخلوق ذلَّ).[46]
- قال أبو العتاهية:

- وقال ابن الأعرابي:[47]

- وقال زهير:[48]

## الذُّل في أمثال العرب
- | ذل | ذُلٌّ لو أجد ناصرًا | ذل |: أصله أن الحارث بن أبي شمر الغساني، سأل أنس بن أبي الحجير عن بعض الأمر، فأخبره؛ فلطمه الحارث، فقال أنس: ذل لو أجد ناصرًا. فلطمه ثانية، فقال: لو نهيت الأولى لم تلطم الثانية.[49]
- | ذل | كان جملًا فاستنوق | ذل |: أي صار ناقة.
- | ذل | كان حمارًا فاستأتن | ذل |: أي صار أتانًا بعد أن كان حمارًا. هذا المثل يُضرب للرجل يهون بعد العز [50]